# Polydesmus aegyptiacus
Polydesmus aegyptiacus är en mångfotingart som beskrevs av Peters 1864. Polydesmus aegyptiacus ingår i släktet Polydesmus och familjen plattdubbelfotingar. Inga underarter finns listade i Catalogue of Life.